# Unirea Urziceni
Der FC Unirea Valahorum Urziceni war ein rumänischer Fußballverein aus der Stadt Urziceni. Er spielte 2006 bis 2011 in der rumänischen Liga 1 und war 2009 rumänischer Meister, 2010 Vizemeister und Teilnehmer an der Gruppenphase der UEFA Champions League 2009/10. Der Verein wurde 2011 aufgelöst.

## Geschichte
Der erste Fußballverein in Urziceni war ein Club namens „Ialomița“. Dieses Team spielte anfangs gegen Vereine aus Ploiești, Buzău und Slobozia. Auch gegen dort ansässige Deutsche spielte die Mannschaft des Öfteren.
Erstmals nennenswert in Erscheinung trat der Verein im Jahre 1988, als der Mannschaft der Einzug ins Achtelfinale des rumänischen Pokals gelang. In der Saison 1988/89 erreichte Unirea den zweiten Platz in der dritten rumänischen Liga, konnte im Entscheidungsspiel jedoch nicht gegen Dunărea Călărași gewinnen. Im Jahr 2002 schließlich wurde der Klub vom neuen Hauptsponsor „Valahorum“ übernommen, der den Verein neu strukturierte. Schon nach einem halben Jahr entschied sich der neue Sponsor dazu, das Stadion auf 7.000 Plätze auszubauen. Bereits ein Jahr nach der Ankunft des neuen Sponsors stieg das Team in die 2. Liga auf; in der Saison 2005/06 folgte der Aufstieg in die erste Liga. Damit gelang es Valahorum, aus einem Verein, der fast 50 Jahre in Amateurligen verbracht hatte, innerhalb von vier Jahren einen rumänischen Erstligisten zu machen. Am 26. September 2006 nahm Unirea Dan Petrescu als Nachfolger des entlassenen Costel Orac unter Vertrag.
In der Saison 2007/08 erreichte Urziceni den fünften Platz der ersten rumänischen Fußballliga und qualifizierte sich damit für den UEFA-Pokal. In ihrem ersten Spiel auf internationaler Ebene spielte die Mannschaft beim Hamburger SV 0:0 unentschieden. Aufgrund einer 0:2-Heimniederlage im Rückspiel verpasste Unirea den Einzug in die Gruppenphase.
Seit September 2008 hatte der Verein mit Alexandros Motors einen neuen Hauptsponsor. In der Saison 2008/09 feierte er mit dem Gewinn der rumänischen Meisterschaft seinen größten Erfolg. Damit verbunden war die direkte Qualifikation für die Gruppenphase der UEFA Champions League 2009/10. Dort traf Unirea auf den VfB Stuttgart, den FC Sevilla und die Glasgow Rangers. Trotz zweier Siege (daheim gegen Sevilla und auswärts in Glasgow) reichte es nur für den dritten Platz, der die Qualifikation für das Sechzehntelfinale der Europa League bedeutete, in dem die Mannschaft jedoch gegen den FC Liverpool ausschied. Am 29. Dezember 2009 trat Dan Petrescu als Trainer zurück und wurde durch den Israeli Ronny Levy abgelöst, der am 31. Dezember 2009 einen Vertrag über anderthalb Jahre unterschrieb. Bereits Mitte August 2010 trennte sich der Verein jedoch von Levy und nach einer dreiwöchigen Überbrückungszeit unter Gabriel Caramarin wurde am 8. September 2010 Octavian Grigore, der bisherige Trainer des Drittligisten Chimia Brazi, als Nachfolger präsentiert.
Um die Personalkosten zu reduzieren, verkaufte der Vereinsmäzen Dumitru Bucșaru im Herbst 2010 die meisten Leistungsträger und ersetzte sie durch Leihspieler von Bukarester Zweitligisten. Mit diesen rutschte der Vizemeister der Saison 2009/10 bis zum Abschluss der Hinrunde 2010/11 auf den vorletzten Tabellenplatz der Liga 1 ab, woraufhin Trainer Grigore entlassen wurde. Im Dezember 2010 einigte sich Bucșaru mit den örtlichen Behörden aus Chiajna auf einen Wegzug des Klubs aus Urziceni. Unirea wurde durch 13 Spieler von CS Concordia Chiajna verstärkt und trug seine Heimspiele unter dem neuen Trainer Marian Pană in der Rückrunde 2010/11 in Chiajna aus. Die Heimspiele des bis dahin einheimischen Zweitligisten wurden wiederum in das Stadion von Berceni verlegt, dessen Heimverein, der Drittligist ACS Berceni die restlichen Spieler von Concordia Chiajna übernahm und seine Heimspiele in Roșu, dem bisherigen Zuhause des Viertligisten Concordia II Chiajna, austrug. Da Vereinsumbenennungen im Laufe einer Saison nicht erlaubt sind, behielten die Klubs ihre alten Namen noch bis zum Sommer 2011.
Nachdem der rumänische Fußballverband die geplante Fusion mit Chiajna bereits im Februar 2011 untersagt hatte, wurde Unirea in der Saison 2011/2012 für keine Meisterschaft gemeldet und der Verein im Sommer 2011 aufgelöst.
Der Verein wurde im Sommer 2015 neu gegründet und startet in der 5. Rumänischen Liga (Liga V) und trägt seine Heimspiele im Stadionul Comunal in Gârbovi aus.

## Kader der letzten Saison 2010/11
| 01 | Cristian Bălgrădean | Rumäne |
| 74 | Daniel Tudor        | Rumäne |
| 77 | Cornel Cernea       | Rumäne |

| 04 | Ersin Mehmedović | Serbe  |
| 05 | Valeriu Lupu     | Rumäne |
| 08 | Nicolae Mușat    | Rumäne |
| 16 | Epaminonda Nicu  | Rumäne |
| 24 | Vasile Maftei    | Rumäne |
|    | Lucian Filip     | Rumäne |

| 06 | Apostol Muzac   | Rumäne |
| 07 | Robert Văduva   | Rumäne |
| 10 | Răzvan Pădurețu | Rumäne |
| 15 | Dinu Todoran    | Rumäne |
| 20 | Alin Toșca      | Rumäne |
| 21 | Florentin Matei | Rumäne |
|    | Cristian Pazon  | Rumäne |

| 09 | Marius Bâtfoi  | Rumäne     |
| 14 | Raul Rusescu   | Rumäne     |
| 17 | António Semedo | Portugiese |

## Trainer
- Costel Orac (2005–2006)
- Dan Petrescu (2006–2009)
- Ronny Levy (2010)
- Gabriel Caramarin (2010)
- Octavian Grigore (2010)
- Marian Pană (2011)

## Erfolge
- 2002/03 – Aufstieg in die Divizia B
- 2005/06 – Aufstieg in die Divizia A
- 2007/08 – Pokalfinalist (gegen CFR Cluj)
- 2008/09 – Rumänischer Meister
- 2009/10 – Rumänischer Vizemeister